# Route nationale 15 (Luxemburg)
Die Nationalstraße 15 oder kurz N15 ist eine in den nordwestlichen Ardennen durch die Kantone Diekirch und Wiltz verlaufende Nationalstraße in Luxemburg mit ca. 30 km Gesamtlänge. Sie führt von Ettelbrück bis an die Grenze zwischen Luxemburg bei der Ortschaft Winseler-Donkels und Belgien.

## Aktueller Verlauf
Ihr Beginn ist ein Kreisverkehr, durch den auch die N7 eingangs der Stadt Ettelbrück verläuft.
Hinter Ettelbrück überquert die N15 die Alzette  und verläuft dann weiter über die Rue de Bastogne durch Niederfeulen, wo sie mit der N21 eine Kreuzung bildet.
Sie führt dann über Heinerscheid in Richtung der N12, mit der sie sich eine gemeinsame Streckenführung bis Heinerscheidergrund teilt, quert dann den Fluss Sauer und kreuzt kurz später die N27, mit der sie sich ab hier ebenfalls ein Stück gemeinsamen Verlaufs teilt, bis zur Abzweigung der N27, die durch den Tunnel vor Esch-Sauer abzweigt.
Von hier aus verläuft die N15 – auf einer gemeinsam mit der N12 genutzten Trasse – weiter in Richtung Büderscheid, wo sich die N15 nach links von der N12 trennt.
Der letzte Abschnitt verläuft über Schumannseck bis hin zur Kreuzung mit der N6, und danach durch die Ortschaften Winseler-Pommerloch und Winseler-Donkols bis zur Grenze zwischen Luxemburg und dem Königreich Belgien, an der die N15 nahtlos in die belgische N84 übergeht.

## Abzweigungen

### N15A
Der Zweig N15A ist als nordöstlich verlaufende Verbindungsstraße zwischen der N15 und dem CR309 mit nur knapp 170 m Länge.

### N15B
Ebenfalls Verbindungsstraße zwischen N15 und CR309; jedoch in südwestliche Richtung verlaufend. Die Länge beträgt hier 160 m.

## Historie
Eine Reklassifizierung des luxemburgischen Straßennetzes wurde im Jahre 1995 durchgeführt; hier wurde der heutige Verlauf der N15, 15A und N15B festgelegt.

## Bildergalerie

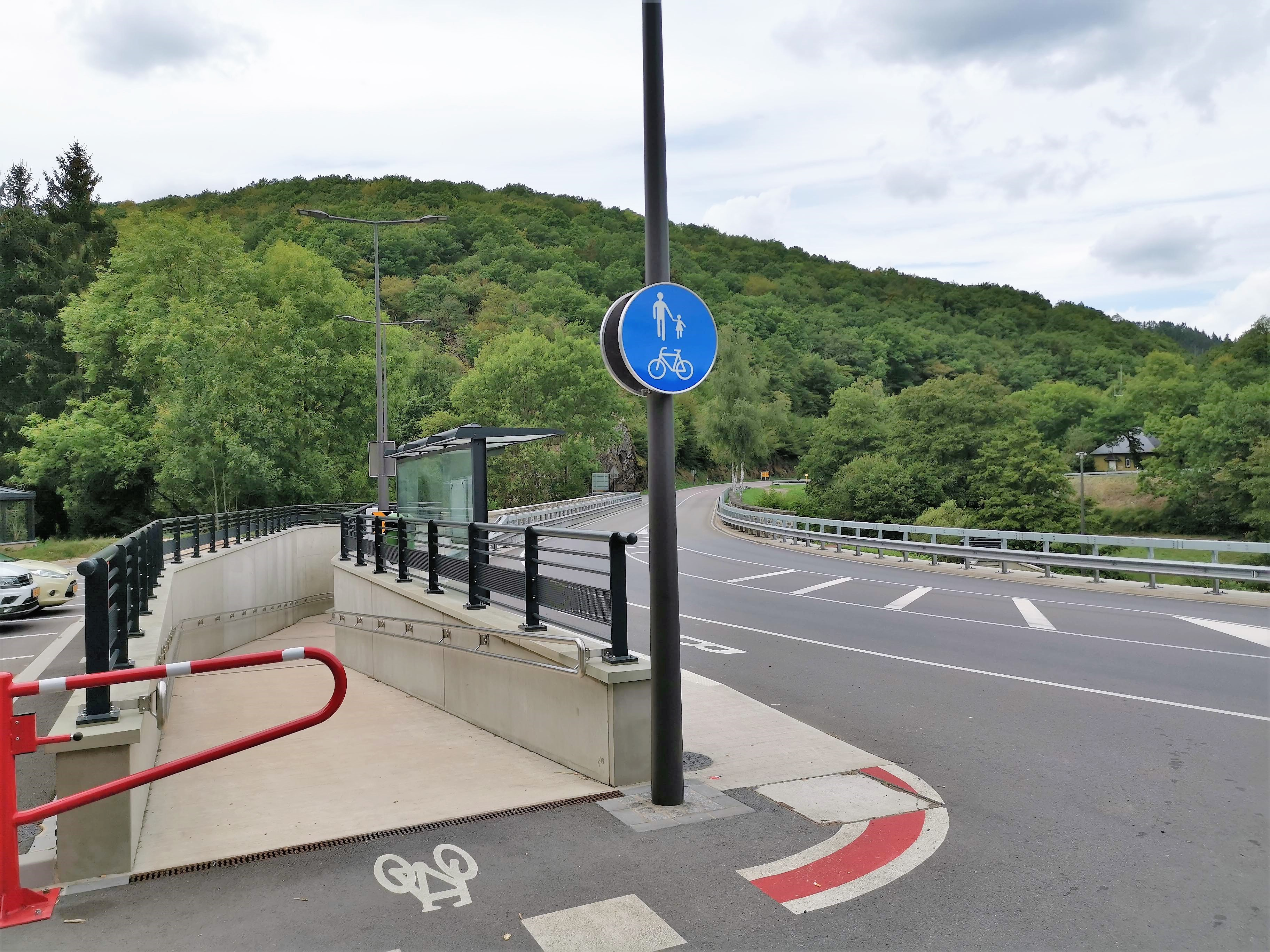
12 / N15 in Heiderscheidergerund
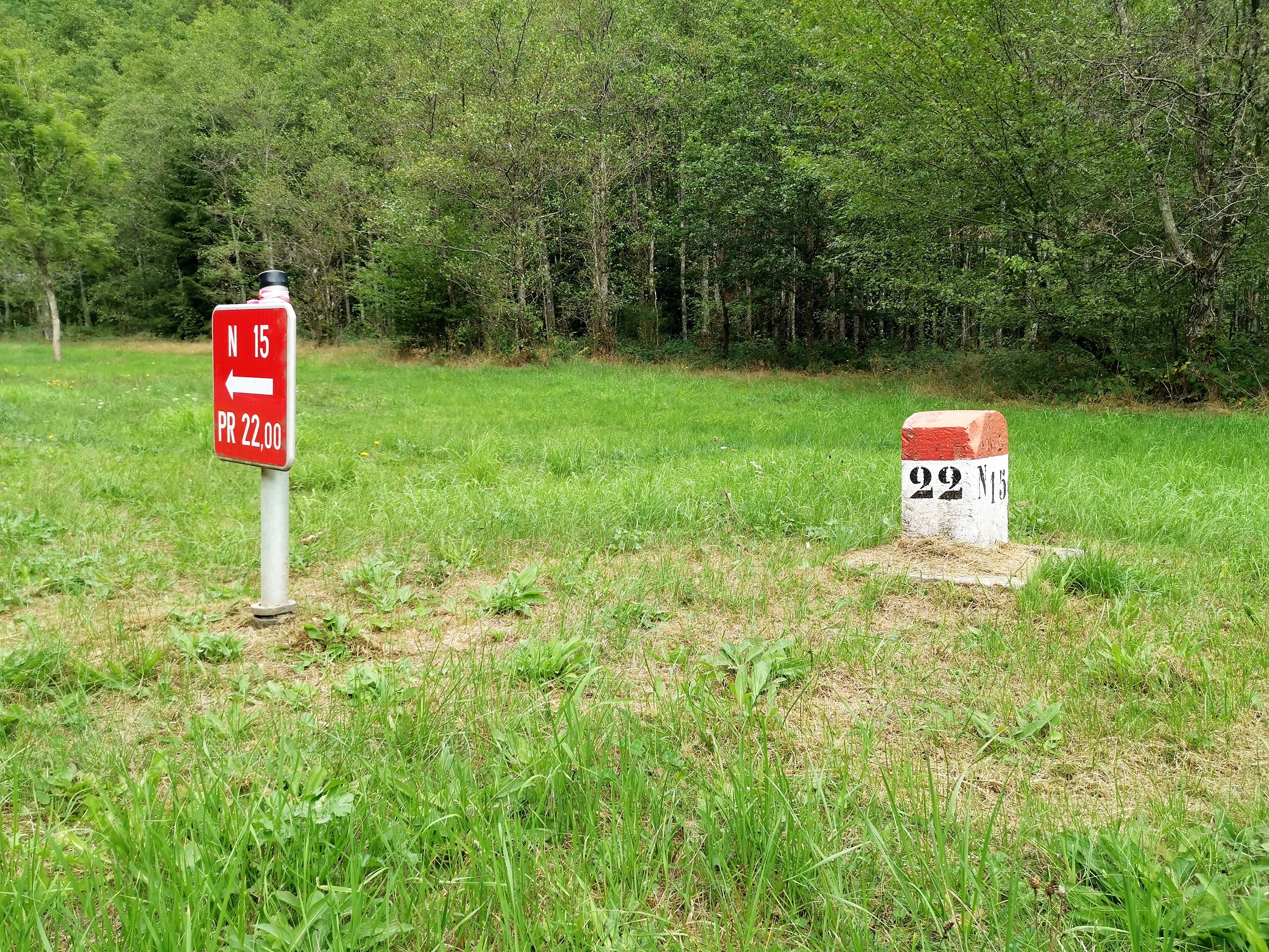
Kilometrierungspunkt bei Goesdorf
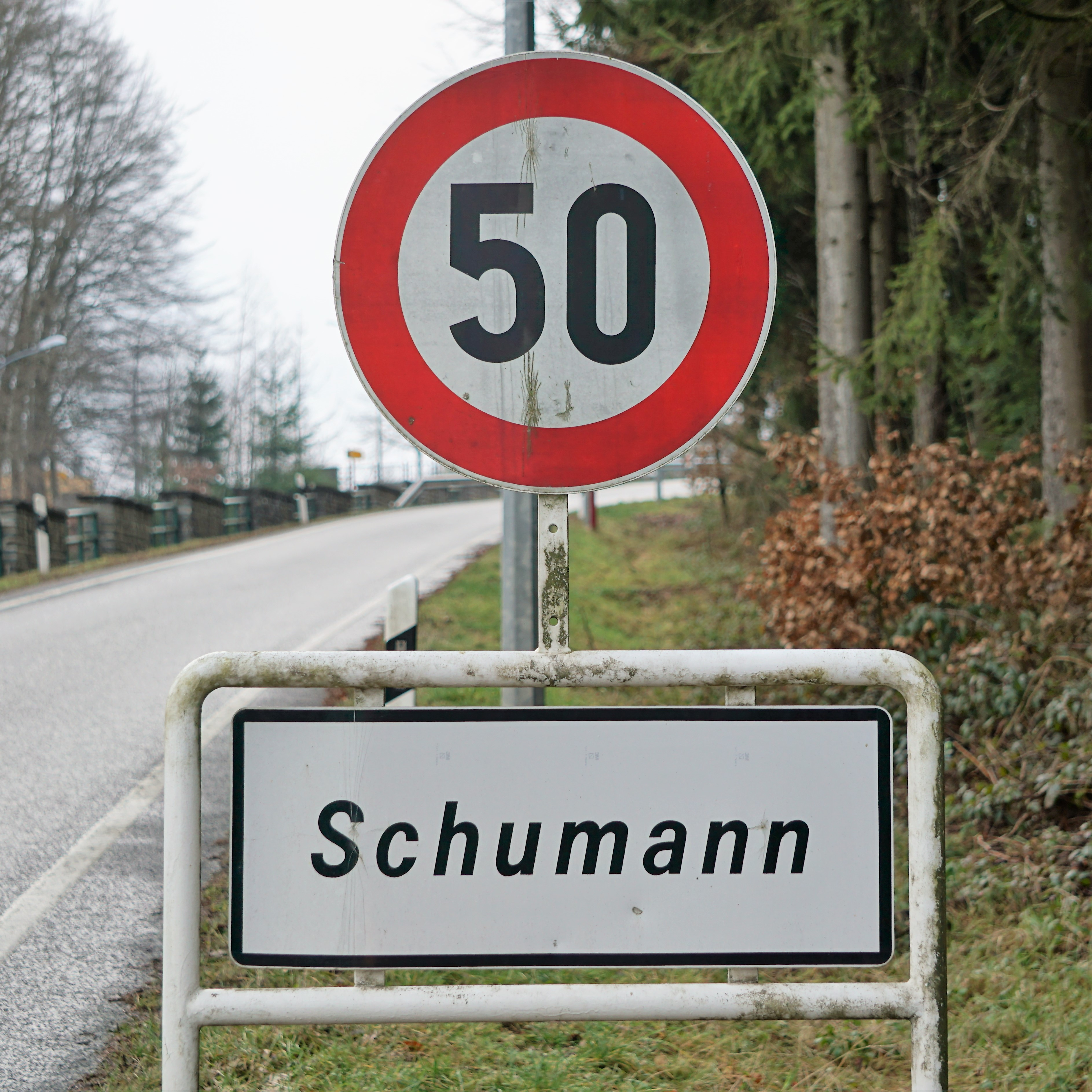
N15 in der Nähe vom Hochsauerstausee